# William Parks (Segler)
William Wilson „Bill“ Parks (* 11. Dezember 1921 in Oak Park; † 9. Dezember 2008 in Glenview) war ein US-amerikanischer Segler.

## Erfolge
William Parks, der Mitglied im Chicago Yacht Club war, nahm im Starboot bei den Olympischen Spielen 1960 in Rom teil. Gemeinsam mit Robert Halperin beendete er die Regatta hinter Timir Pinegin und Fjodor Schutkow aus der Sowjetunion sowie den Portugiesen José Manuel Quina und Mário Quina auf dem dritten Platz, womit sie die Bronzemedaille erhielten. Er nahm zudem an zahlreichen Weltmeisterschaften teil, ohne sich dabei unter den besten drei Teams zu platzierten.
Parks machte zunächst einen Abschluss am Illinois Institute of Technology und arbeitete als Ingenieur. In den späten 1950er-Jahren erwarb er zusätzlich einen MBA an der University of Chicago und arbeitete im Management der Vapor Corporation in Chicago. Parks war auch Teil des Redaktionsteams des Segelmagazins One Design Yachtsman. Im Zweiten Weltkrieg hatte er auf den Philippinen bei den Pionieren der US Navy gedient.